# Société Parisienne

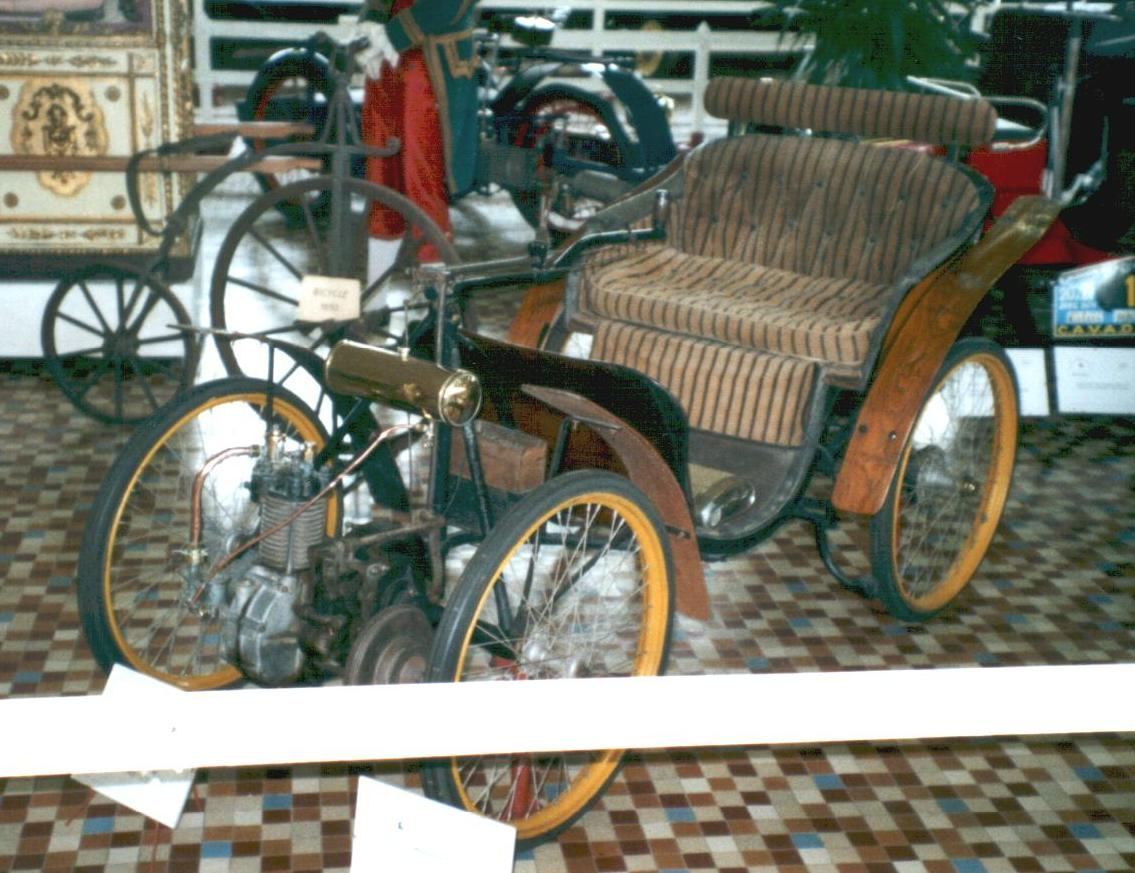
Parisienne von 1898

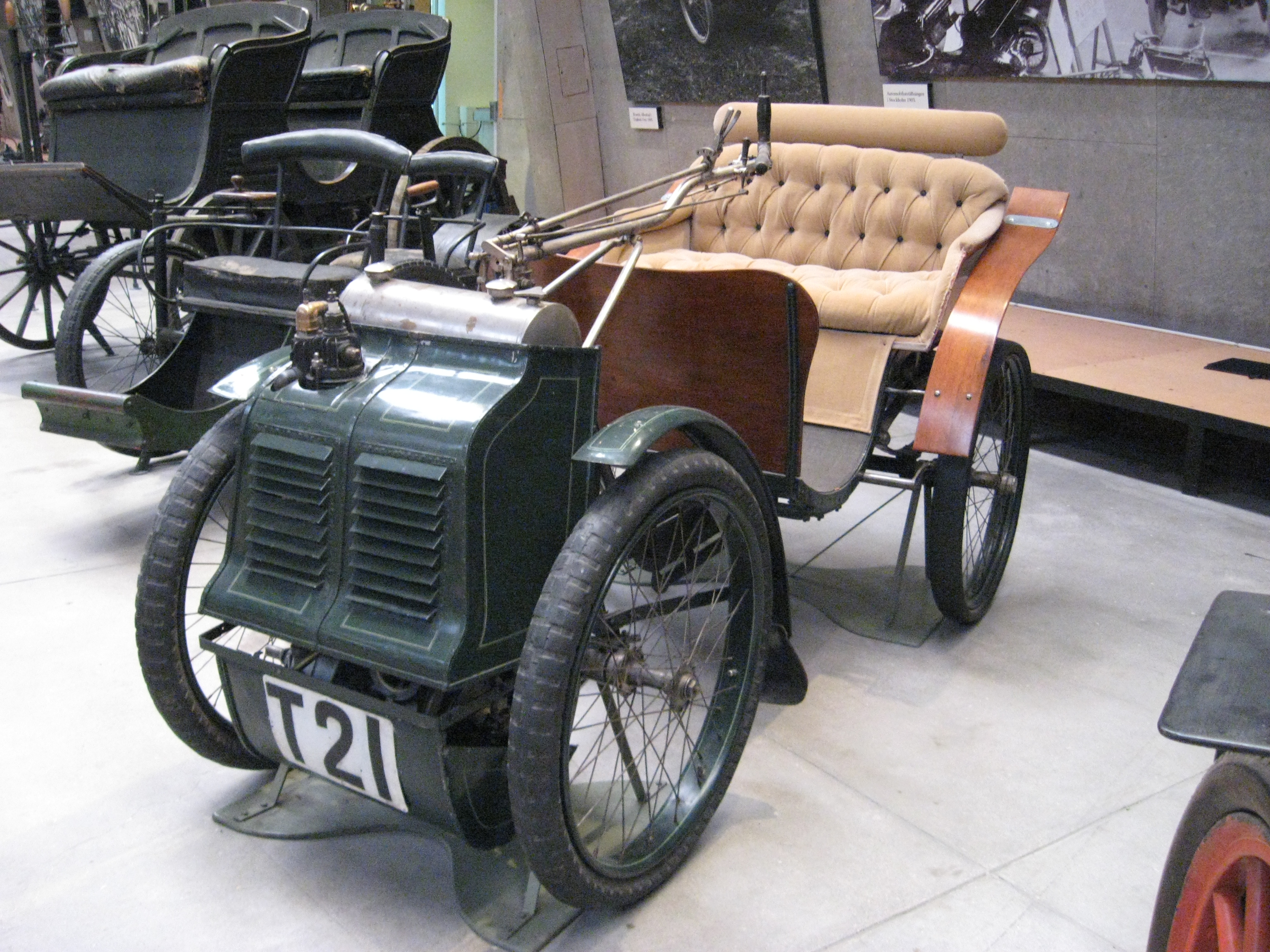
Parisienne von 1899

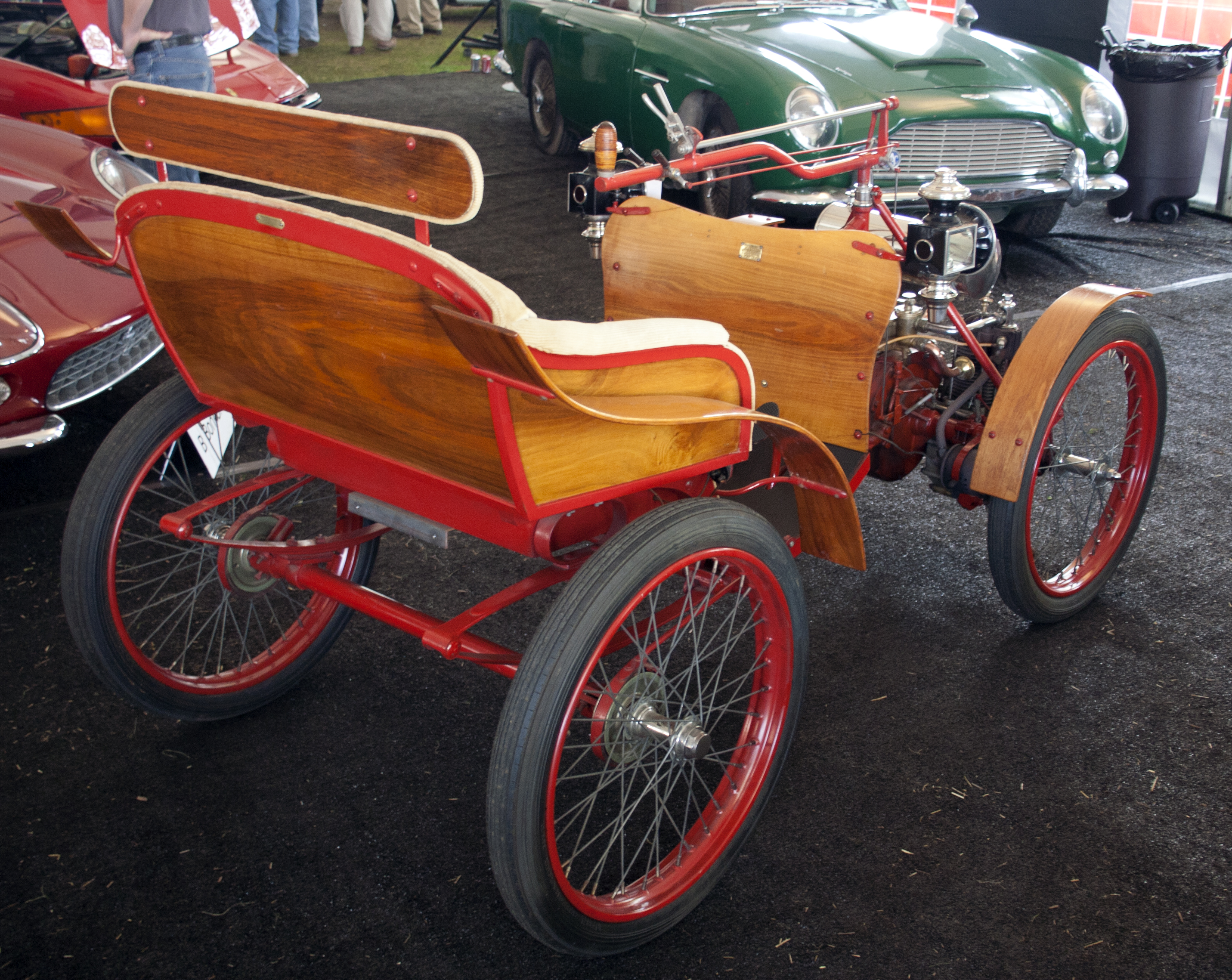
Heckansicht

Die Société Parisienne E. Couturier et Cie war ein französischer Hersteller von Fahrrädern und Automobilen.

## Unternehmensgeschichte
M. Renard gründete 1876 in Paris das Unternehmen zur Fahrradproduktion. Es scheint, dass bereits um 1894 mit einem Druckluftauto experimentiert wurde; ein solches war mit der Startnummer 52 für das Rennen Paris-Rouen 1894 gemeldet, erschien jedoch nicht am Start. 1899 begann der Bau von Kleinwagen. Der Markenname lautete Parisienne. 1903 endete die Produktion.

## Fahrzeuge
Die ersten Modelle, Victoria Combination genannt, waren mit Einbaumotoren von Aster oder De Dion-Bouton ausgestattet. Das Besondere an den Fahrzeugen waren der Frontantrieb und die Lenkung, denn der gesamte Vorderwagen wurde gelenkt. Etwa 400 Exemplare wurden bis 1901 hergestellt.
Ab 1901 entstanden konventionelle Fahrzeuge. Die Modelle hatten einen Motor von Aster, der im Bug angeordnet war und die Hinterräder antrieb. Zur Wahl standen Motoren mit 5 PS und 6,5 PS. Die Karosserieformen Duc-Spider und Duc-Tonneau boten Platz für zwei bzw. vier Personen.
Fahrzeuge dieser Marke sind im Musée Automobile de Vendée in Talmont-Saint-Hilaire und im Technischen Museum in Stockholm zu besichtigen.
2014 wurde ein erhaltenes Fahrzeug für 55.956 Euro versteigert.